# Salterio ginevrino
Il salterio ginevrino è una raccolta di 126 melodie designate per il canto dei 150 salmi della Bibbia e di tre altri cantici biblici, tradotti e composti in forma metrica. Talvolta ci si riferisce ad essi come al “Salterio francese” o “Salterio ugonotto”, dato che originalmente queste melodie erano state designate per il canto di versioni metriche dei salmi in lingua francese.

Composte per essere usate nell'ambito del culto della chiesa riformata, queste melodie sono diventate influente e significativo retaggio storico di quei cristiani che nel mondo si rifanno alla tradizione riformata o calvinista. Il prof. Paolo Ricca scrive nell'introduzione ai "Salmi della Riforma": 
Le melodie del Salterio ginevrino sono state composte fra il 1539 ed il 1562 nella città di Ginevra su richiesta e sotto la supervisione di Giovanni Calvino per accompagnare le traduzioni metriche dei salmi in lingua francese. Da allora ad esse non sono state aggiunte altre melodie, sebbene esse siano apparse in diverse forme, spesso alterate ritmicamente. Sono state armonizzate molte volte ed in molti modi, e spesso i testi sono stati usati senza melodia. Fino alla metà del XIX secolo queste melodie sono state ampiamente utilizzate nelle chiese riformate del continente europeo, nelle isole britanniche e in America.
La seconda edizione della versione Diodati della Bibbia del 1641 contiene in appendice una traduzione in forma metrica dei salmi. Se e come venisse cantata non è sicuro. Del Salterio ginevrino esiste una versione italiana del 1700 diffusa fra le chiese riformate di lingua italiana in Svizzera.
Successive ristampe hanno visto questi salmi gradualmente ridotti di numero e sostituiti in numero sempre maggiore da inni. Le melodie più popolari del Salterio ginevrino sono state pure usate come base per testi religiosi di tipo diverso.
Il Salterio ginevrino, e il canto dei salmi in genere nell'ambito del culto, sta conoscendo oggi un risveglio di interesse ed è segno della stupefacente vitalità del salterio che così fortemente aveva impresso la preghiera biblica nella spiritualità dei riformati del Cinquecento.

## Storia
Precedentemente alla Riforma protestante, il canto religioso e, in particolare, quello dei salmi, era generalmente eseguito da un gruppo scelto di coristi, non dall'intera assemblea dei fedeli. Giovanni Calvino si persuade della necessità che fosse l'intera assemblea dei fedeli a dover essere coinvolta nel canto di lode come espressione collettiva del culto. Già nella sua opera Istituzione della religione cristiana del 1536 Calvino parla dell'importanza non solo del canto comunitario, ma specialmente del canto dei salmi. Più tardi, negli Articoli per l'organizzazione della chiesa e del culto a Ginevra del 16 gennaio 1537, Calvino scrive quanto segue: “È particolarmente utile per l'edificazione della chiesa cantare alcuni salmi nella forma di preghiere pubbliche attraverso i quali si prega Dio o si cantano le sue lodi, cosicché i cuori possano essere incoraggiati e stimolati a fare preghiere simili e a rendere lodi e ringraziamento verso Dio con comune devozione”. Per questa ragione Calvino desidera che sia creato un libro di canto contenente le parole e la musica dei Salmi, da porre nelle mani di ciascun fedele.
Dopo essere stato costretto ad allontanarsi da Ginevra nel 1538, Calvino risiede a Strasburgo. Si unisce in quella città alla comunità degli Ugonotti e vi conduce numerosi culti in francese. È a Strasburgo che si familiarizza con la versificazione tedesca dei Salmi che, però, giudica non di qualità sufficiente per essere riprodotta. Si rivolge così al poeta francese di corte di Navarra, Clément Marot che già aveva versificato la maggior parte dei salmi in francese nella prima parte del XVI secolo. Era stato però a Basilea nel 1535 che, forse per la prima volta, Calvino aveva udito cantare i salmi in tedesco contenuti in un innario pubblicato a Strasburgo nel 1526.
Nel 1539 appare la prima edizione del Salterio di Calvino. Porta il titolo: Aulcuns Pseaulmes et cantiques mys en chant e contiene 22 salmi ed inni, incluse 13 versificazioni di Marot, insieme, pure da destinarsi al canto, il Decalogo, il Cantico di Simeone e il Credo apostolico. La maggior parte di queste melodie corrispondono a quelle in uso a quel tempo nelle chiese riformate tedesche di Strasburgo. Alcune fra queste, probabilmente sono state composte da Wolfgang Dachstein o Matthias Greiter. Di quell'edizione sopravvivono, nell'attuale Salterio ginevrino, i Salmi 1, 2, 15, 32, 33, 36, 51, 67, 68, 69, 103, 114, 115, 130, 137 e 143.
Nel 1541 Calvino ritorna a Ginevra, dove fa pubblicare un nuovo salterio nel 1542. Guillaume Franc, cantore e maestro di musica a Ginevra, contribuisce in questa edizione a numerose melodie, i salmi 6, 8, 19, 22, 24 (usati pure per il 62, 95 e 111), e 38. Clément Marot si trasferisce a Ginevra nel 1543 ed è incaricato da Calvino di creare una versione in rima di tutti i salmi; non è però in grado di completarla perché muore dell'autunno del 1544. La sua opera è continuata da Teodoro di Beza. L'edizione del 1543 porta il titolo La Forme des Prieres et Chantz ecclesiastiques. Vi appaiono ulteriori melodie composte da Franc (Salmi 138 e 140) come pure da Pierre Certon (Salmo 43).
Nel 1551 appare una nuova edizione del Salterio ginevrino, dal titolo Pseaumes octantetrois de David, con la supervisione di Loys Bourgeois. Non è chiaro quante melodie siano state composte da lui, ma si presume generalmente che sue siano la maggior parte delle aggiunte.
La versione finale del Salterio ginevrino è stampata nel 1562 con la versione in rima di tutti i 150 salmi. Le ultime 40 melodie sono attribuite ad un certo Maestro Pierre, forse Pierre Davantès. Diversi testi vengono emendati o sostituiti e risultano così tutti scritti da Marc e da Beza.

Nella "Lettera al lettore" che precede il testo della liturgia di Ginevra del 1543, si legge: 
 Significativo allo sviluppo del Salterio ginevrino è il contributo di Claude Goudimel che ne armonizza le melodie a quattro voci (soprano - contralto - tenore - basso), in forma omoritmica. Prima di Goudimel, i Salmi venivano cantati in stile monodico.

## Diffusione nel mondo
Le melodie del Salterio ginevrino sono ancora ampiamente usate nelle chiese di tutto il mondo. In particolare troviamo in numerosi innari quella conosciuta come “il vecchio Salmo 100” o la “Dossologia”. La maggior parte delle altre melodie sono ancora usate nelle chiese riformate dell'Olanda, Belgio, Germania, Ungheria, Scozia, Canada, USA, Sud Africa ed Australia.
Nei Paesi Bassi, già nel 1565 è possibile trovare 40 melodie del Salterio ginevrino nell'innario di Lukas d'Heere, poi riproposte per intero con testo olandese. Dopo il 1773 le chiese riformate olandesi iniziano a cantare queste melodie soltanto con “note intere”, rimuovendovi il ritmo originario. Questa pratica scompare gradualmente con l'eccezione di alcune chiese calviniste conservatrici che a tutt'oggi conservano questa pratica. Molte chiese calviniste del Nord America vengono fondate da emigranti olandesi che portano con sé queste melodie. Probabilmente il solo gruppo di cristiani nel Nord America che ancora usi il Salterio ginevrino sono le Chiese riformate canadesi che fanno uso a tutt'oggi del Book of Praise (libro delle lodi), che vi contiene una versione in lingua inglese, denominata “The Anglo-Genevan Psalter” ("Il salterio anglo-ginevrino").
Il Salterio ginevrino è pure presente nella Chiesa riformata tedesca (Evangelisch Reformierte Kirche) come pure una sua selezione negli innari di altre chiese evangeliche tedesche. Diverse fra queste melodie sono state pure adottate in Germania da innari cattolico-romani e non di rado si sentono nelle chiese cattoliche italiane inni con melodie tratte da questo salterio.

## Versioni in lingua italiana
La pubblicazione del Salterio ginevrino in lingua italiana è documentato solo nell'uso che ne fanno le chiese evangeliche riformate sottoposte al governo delle Tre Leghe (l'attuale Canton Grigioni, Svizzera, comprendente allora l'attuale provincia italiana di Sondrio, dove molti protestanti italiani si rifugiarono dalle persecuzioni dell'Inquisizione.
Il Salterio ginevrino è pubblicato nel 1740 a Strada, frazione di Tschlin in Engadina e tradotto da Andreas Planta, pastore a Castasegna dal 1736 al 1745, poi emigrato in Inghilterra. Il libro è dedicato alla terra di Bregaglia. Scrive: “Mi spinse, O mia Pregallia! Amore e fede /Dopo lunga fatica, e molti stenti / A darti in stampa i Salmi susseguenti / Opra, ch'a la tua salute Eterna riede”.
Nel 1750 compare il salterio del “signor Casimiro” di Chiavenna. Nel 1753 esce una nuova edizione del salterio con l'aggiunta di inni. È stampato a Soglio dal tipografo ambulante Jacob Nuot Codino, su incarico della famiglia Salis.
Nel 1790 un altro tipografo ambulante, Gisep Bisca, stampa a Vicosoprano un nuovo salterio: “I salmi di Davide in metro toscano”. Anch'esso è seguito da “inni moderni”. La traduzione è dovuta a Gian Battista Frizzoni. Compone numerosi inni in italiano a tre voci, sotto l'influsso delle arie d'opera durante il suo ministero pastorale a Bondo ritenendo che il tradizionale canto dei salmi fosse troppo difficile per le comunità.
Un libro di canto completamente rinnovato esce a Stampa nel 1865, su iniziativa del barone Giovanni de Castelmur. È redatto dal pastore Giovanni Pozzi di Poschiavo. L'interesse per i salmi, però si affievolisce sempre di più sotto l'impulso dell'introduzione di inni più popolari, come anche per la crescente persuasione che essi non siano “abbastanza cristiani”. Tale persuasione è però contestata da altri e considerata un pregiudizio 
infondato.
Le chiese valdesi, d'influenza prevalentemente francese, avevano utilizzato per molto tempo il Salterio ginevrino, ma non sembrano interessate a pubblicarne una versione italiana. Melodie del Salterio ginevrino ed alcuni salmi, compaiono in modo limitato nei primi innari in lingua italiana, come “Innario cristiano”. L'edizione del 2000 ripubblica per la prima volta dopo tanto tempo 30 di questi salmi sulla scorta dell'iniziativa di Emanuele Fiume che, nel 1999 pubblica “I salmi della Riforma” a cura dell'editrice Claudiana di Torino.
Nella pubblicazione della Claudiana "I salmi della Riforma" il pastore valdese Emanuele Fiume completa un'opera di recupero da lui iniziata del 1992 assistito dal Mo. Daniele Cristiano Iafrate che provvede per ciascun salmo un'armonizzazione che tiene conto di quella originale del Goudimel ed alcune pregevoli armonizzazioni del recente Psautier Français" . Per quanto riguarda i testi, si tratta però non di una riproposizione in metrica, versetto dopo versetto, del salmo (come avviene nella maggior parte delle chiese riformate estere), ma di una parafrasi che ne riproduce, a giudizio del curatore, il significato. Quest'opera rimane interessante anche per la presentazione che ne fa il prof. Paolo Ricca e l'introduzione di Edith Weber.
L'uso che dei salmi ginevrini si fa attualmente nell'ambito delle chiese evangeliche di lingua italiana sembra, però, limitato e non riscuote particolare interesse.

## Significato musicale storico
Il Salterio ginevrino viene usato prevalentemente nelle chiese riformate. In queste chiese il ruolo della musica ecclesiastica era spesso molto meno significativo, ad esempio, di quello delle chiese luterane. Questo approccio diverso alla musica da chiesa risulta nel fatto che le chiese riformate abbiano privilegiato il canto omofonico. Le armonizzazioni e le versioni strumentali, quindi, erano usate prevalentemente per l'uso privato o nei concerti. Questo ha fatto sì che il numero degli arrangiamenti musicali basati sulle melodie del Salterio ginevrino siano stati molto più limitati di quelli basati sulla musica ecclesiastica di altre tradizioni.
Le melodie più conosciute basate sul Salterio ginevrino, sono il corale in quattro parti composto da Claude Goudimel. Meno conosciute sono le composizioni di Claude Lejeune della stessa epoca, come pure gli arrangiamenti di Clément Janequin e Paschal de l'Estocart.
Il compositore olandese Jan Pieterszoon Sweelinck scrisse diverse variazioni tratte dalle musiche del Salterio, in questo è seguito dall'allievo Paul Siefert che compone due volumi di mottetti basati sui salmi. Anthonie van Noordt, altro compositore olandese, scrive opere organistiche in stile simile basate sulle melodie ginevrine.
Orlando di Lasso, insieme al figlio Rodolfo, compone delle versioni dei salmi di Caspar Ulenberg, le cui melodie sono basate essenzialmente sul Salterio ginevrino.
Il compositore polacco Wojciech Bobowski (Albertus Bobovius), più tardi convertitosi all'Islam prendendo il nome di Ali Ufki, modifica un certo numero di salmi nel sistema tonale turco. Cresciuto in una famiglia protestante, Bobowki aveva familiarità con il Salterio ginevrino. Questa esperienza influisce sulla sua composizione di 14 Salmi turchi. Ali Ufki fa uso delle melodie originali ginevrine e le trasforma nella lingua e nello stile del turco ottomano. A causa di certe caratteristiche della prosodia francese, le melodie ginevrine tendevano ad essere in metrica asimmetrica, il che le rende più simili alla musica mediorientale. L'intensità ritmica è probabilmente una delle più importanti caratteristiche condivise ed il loro carattere modale facilita la loro trasformazione nella modalità turca, dato che questo può essere realizzato solo con cambiamenti leggeri di intonazione. La versione di Ali Ufki dei salmi è relativamente semplice, dando speciale attenzione a far sì che le parole siano facili da comprendere e la musica solo nello sfondo. Nel 2005 i King's Singers insieme a Sarband hanno pubblicato un CD dal titolo Sacred Bridges che include la registrazione dei Salmi 5, 6, 7 e 9 dell'opera di Ali Ufki.
In Italia, il compositore ebreo Salamone Rossi scrisse mottetti basati sulle melodie ginevrine.
Un piccolo numero di Salmi ginevrini sono stati adottati nelle chiese luterane per cui troviamo un certo numero di queste melodie nelle composizioni di Johann Sebastian Bach ed altri.
Più recentemente, compositori che si sono ispirati al Salterio ginevrino sono, fra gli altri, Zoltán Kodály, Frank Martin e Arthur Honegger.